# Pterostylis rubenachii
Pterostylis rubenachii är en orkidéart som beskrevs av David Lloyd Jones. Pterostylis rubenachii ingår i släktet Pterostylis och familjen orkidéer.
Artens utbredningsområde är Tasmanien. Inga underarter finns listade i Catalogue of Life.